# Jacobo Sanz Ovejero
Jacobo Sanz Ovejero (Valladolid, 10 de julho de 1983) é um atacante da Espanha que joga atualmente no Getafe CF.

## Clubes
- 2003-2004 : CF Palencia -  Espanha
- 2004-2005 : Real Jaén -  Espanha
- 2005-presente : Real Valladolid -  Espanha
- 2007-2008 : Numancia -  Espanha
- 2008-2009 : Getafe CF -  Espanha